# Печоногі (Свентокшиське воєводство)
Печоногі (пол. Pieczonogi) — село в Польщі, у гміні Олесниця Сташовського повіту Свентокшиського воєводства.
Населення — 424 особи (2011).
У 1975—1998 роках село належало до Келецького воєводства.

## Демографія
Демографічна структура на день 31 березня 2011 року:
|          | Загалом | Допрацездатний вік | Працездатний вік | Постпрацездатний вік |
| -------- | ------- | ------------------ | ---------------- | -------------------- |
| Чоловіки | 201     | 45                 | 132              | 24                   |
| Жінки    | 223     | 44                 | 114              | 65                   |
| Разом    | 424     | 89                 | 246              | 89                   |